# Новый театр (Москва, 2022)
Но́вый теа́тр — частный драматический театр, созданный в Москве в 2022 году по инициативе Эдуарда Боякова. Театр декларирует приверженность традиционным ценностям, основанным на русской культуре и православных идеях.
Главная резиденция театра — историческая усадьба Салтыковых-Чертковых. Спектакли идут не только в этом здании, но и на арендованных площадках в Москве.
Школа Нового театра — учебное заведение, созданное Новым театром в сотрудничестве с университетом «Синергия».

## История
Театр официально заявил о своем открытии на пресс-конференции, состоявшейся 12 сентября 2022 года. В попечительский совет театра вошли Игорь Кудряшкин, Вадим Лобов, Константин Бабкин, Андрей Козицын, Екатерина Сиркен.
Премьера первого спектакля состоялась 25 ноября 2022 года. Первым стал иммерсивный спектакль «Лубянский гример» по мотивам произведений Николая Лескова.

## Репертуар
Во втором сезоне Новый Театр расширил свой репертуар, доведя количество спектаклей до десяти:
- «Лавр», постановка Эдуарда Боякова по роману Водолазкина, на сцене Театра Российской армии.
- «Скупой» по комедии Мольера (режиссер Валентин Клементьев, в главных ролях Леонид Якубович и Евдокия Германова) на сцене Театра Эстрады[5].
- «Государев венец».
- «Столыпин. У премьер-министра мало друзей».
- Спектакли цикла «Поэзия.doc» с участием современных поэтов.

В сезоне 2023-2024 гг. была представлена новая редакция спектакля под названием «Гримёр». Спектакль идёт еженедельно по пятницам и субботам.
В репертуаре также иммерсивные спектакли для семейной аудитории – «Морозко» и «Детский альбом Чайковского» (копродукция с Московским оперным домом).

## Коллектив
В спектаклях театра играют:
Народные артисты России
- Леонид Якубович
- Валентин Клементьев
- Дмитрий Певцов

Заслуженные артистки России
- Татьяна Шалковская
- Анна Большова
- Евдокия Германова

Прочие: Эдуард Флеров, Юлия Волкова, фольклорные певицы Варвара Котова, Таисия Краснопевцева, Ольга Зрилина.

### Постановочная команда

##### Режиссёры
- Сергей Глазков
- Александр Легчаков

Художники
- Алиса Меликова
- Александр Цветной
- Виктория Севрюкова

Музыкальные продюсеры и композиторы
- Тихон Хренников-младший
- Василий Поспелов
- Андрей Березин

Хореографы
- Алена Гуменная
- Ольга Щербакова